# Kenga (langue)
Pour les articles homonymes, voir Kenga.
Le kenga est une langue nilo-saharienne de la branche des langues soudaniques centrales parlée au Tchad.

## Écriture
| a | b | ɓ | c | d | ɗ | e | ɛ | g | i | j | ƴ | k | l |
| m | n | n̰ | ŋ | o | ɔ | p | r | s | t | u | w | y | z |

Le dictionnaire kenga de Pierre Palayer utilise aussi la lettre ə.